# RWDMブリュッセルFC
RWDMブリュッセルFC (フランス語: RWDM Brussels Football Club) は、ベルギーの首都ブリュッセルを本拠地としていたサッカークラブである。

## 歴史
母体となるFCストロンベーク (F.C. Strombeek) は1932年に創設された。2000年に3部リーグを優勝し、2部リーグに昇格。2003年に財政破綻によりライセンスを失効した1部リーグのRWDモレンベーク (R.W.D. Molenbeek) を吸収し、クラブ名もFCブリュッセル (F.C. Brussels) に改称。2003-04シーズンは2部リーグで優勝し、1部昇格を決めた。
2007-08シーズンは18位に終わり、2部へと降格した。
2013年4月、クラブ名をRWDMブリュッセルFCへ変更。
2014年6月、クラブは継続的な財政難を理由に、ライセンスを失効。その後、清算を行って解散した。

## タイトル

### 国内タイトル
- ベルギー・セカンドディビジョン : 1回
  - 2003-04
- ベルギー・サードディビジョン クラスA：1回
  - 1999-2000

### 国際タイトル
なし

## 過去の成績
- 2003-04 ベルギー・セカンドディビジョン 優勝 昇格
- 2004-05 ベルギー・プロ・リーグ 15位
- 2005-06 ベルギー・プロ・リーグ 10位
- 2006-07 ベルギー・プロ・リーグ 13位
- 2007-08 ベルギー・プロ・リーグ 18位 降格
- 2008-09 ベルギー・セカンドディビジョン 10位
- 2009-10 ベルギー・セカンドディビジョン 14位
- 2010-11 ベルギー・セカンドディビジョン 11位
- 2011-12 ベルギー・セカンドディビジョン 14位
- 2012-13 ベルギー・セカンドディビジョン 14位
- 2013-14 ベルギー・セカンドディビジョン 8位 降格 ※同年解散

## 歴代監督
- ハルム・ファン・フェルトホーフェン 2003-2004
- エミリオ・フェレーラ 2004-2005.2
- ロベール・ワセイジュ 2005.2-2005
- アルベール・カルティエ 2005-2008

## 歴代所属選手
- アルノー・ジュム 2006-2007
- セバスティアン・シアニ 2011-2013
- ジョナタン・エリス 2013
- マハマドゥ・ケレ 2013-2014